# Bernhard Schwindel
Bernhard Schwindel (* 12. Juli 1787 in Neudörfl; † 9. Dezember 1856 in Wien) war ein österreichischer Zisterzienser und Abt.

## Leben und Werk
Joseph Schwindel besuchte Schulen in Sopron und Szombathely. 1805 trat er in das Stift Neukloster ein und nahm den Ordensnamen Bernhard an. Er studierte Theologie im Stift Heiligenkreuz, legte 1808 die Feierliche Profess ab und wurde 1810 zum Priester geweiht. Dann unterrichtete er bis 1830 am Ordensgymnasium des Klosters. Von 1830 bis 1839 war er Pfarradministrator in Sankt Lorenzen am Steinfelde (heute: zu Ternitz gehörig).
Von 1839 bis zu seinem Tod war Schwindel Abt des Stiftes Neukloster. Er entwickelte in vielen Bereichen des geistigen und gesellschaftlichen Lebens eine erhebliche Regsamkeit (u. a. in der Imkerei), manövrierte aber durch seine Wirtschaftsführung das Kloster in eine derart schwierige Lage, dass der Nachfolger, Abt Benedikt Steiger, nach vergeblichen Sanierungsversuchen 1879 um Eingliederung des Klosters in das Stift Heiligenkreuz bitten musste.

## Werke
- (Hrsg.) Quinti Horatii Flacci, Opera expurgata et accuratis notis illustrata in usum studiosae juventutis, Wien, Friedrich Volke, 1825; Venedig, Giuseppe Antonelli, 1838.
- Topographie des Erzherzogthums Oesterreich. 13 (=1/9). Das Cisterzienser-Stift in Neustadt, Wien, Wenedikt, 1835.